# Џек Лондон
Џон Грифит Чејни (енгл. John Griffith Chaney; Сан Франциско, 12. јануар 1876 — 22. новембар 1916), познатији као Џек Лондон, био је амерички романописац, новинар и активиста.  Пионир комерцијалне фантастике и америчких часописа, био је један од првих америчких аутора који је постао међународна славна личност и зарадио велико богатство писањем. Био је и иноватор у жанру који ће касније постати познат као научна фантастика.
Лондон је био део радикалне књижевне групе "Гужва" у Сан Франциску и страствени заговорник права животиња, права радника и социјализма. Лондон је написао неколико дела која се баве овим темама, као што су његов дистопијски роман Гвоздена пета, његово нефикцијско излагање Људи понора, Рат класа и Пре Адама. Често је описивао људе са дна, потлачене и понижене и зато је назван „амерички Горки“.
Његова најпознатија дела су Зов дивљине и Бели очњак, смештени на Аљасци и Јукону током златне грознице на Клондајку, као и кратке приче „Запалити ватру“, „Одисеја севера“ и „ Љубав живота". Такође је писао о јужном Пацифику у причама као што су "Бисери Парлеја" и "Паганин".

## Фамилија
Џек Лондон је рођен 12. јануара 1876. године. Његова мајка, Флора Велман, била је пето и најмлађе дете градитеља Пенсилванијског канала Маршала Велмана и његове прве жене Елеонор Герет Џонс. Маршал Велман је потомак Томаса Велмана, раног пуританског досељеника у колонији Масачусетског залива. Флора је напустила Охајо и преселила се на обалу Пацифика када се њен отац поново оженио након што јој је мајка умрла. У Сан Франциску, Флора је радила као учитељица музике и спиритуалиста, тврдећи да каналише дух поглавице Саука, Црног Јастреба.
Биограф Кларис Стаз и други верују да је Лондонов отац био астролог Вилијам Чејни. Флора Велман је живела са Чејнијем у Сан Франциску када је остала трудна. Не зна се да ли су Велман и Чејни били легално венчани. Стаз примећује да у својим мемоарима Чејни говори о Лондоновој мајци Флори Велман као да је била „његова жена“; он такође цитира рекламу у којој је Флора себе назвала „Флоренс Велман Чејни“.
Према изјави Флоре Велман, како је забележено у Сан Франциско Хрониклу од 4. јуна 1875. године, Чејни је захтевао да се изврши абортус. Када је она одбила, он се одрекао одговорности за дете. У очају, она је пуцала у себе. Није била теже рањена, али је била привремено поремећена. Након порођаја, Флора је препустила бебу на дојење Вирџинији (Џени) Прентис, некадашњој поробљеној Афроамериканки и комшиници. Прентис је била важна мајчинска фигура током живота Лондона, и он ју је касније сматрао својим примарним извором љубави и наклоности током детињства.
Крајем 1876, Флора Велман се удала за Џона Лондона, делимично инвалидног ветерана Грађанског рата, и донела своју бебу Џона, касније познатог као Џек, да живи у новом дому. Породица се преселила у Област залива Сан Франциска пре него што су се настанили у Оукланду, где је Лондон завршио јавну основну школу. Породица Прентис се преселила са Лондонима, и остала сз стабилан извор неге за младог Џека.
Године 1897, када је имао 21 годину и био студент на Калифорнијском универзитету у Берклију, Лондон је истражио и читао новинске извештаје о покушају самоубиства његове мајке и установио име његовог биолошког оца. Писао је Вилијаму Чејнију, који је тада живео у Чикагу. Чејни је одговорио да не може бити Лондонов отац јер је импотентан; успутно је тврдио да је Лондонова мајка имала односе са другим мушкарцима, и тврдио да га је оклеветала када је рекла да је инсистирао на абортусу. Чејни је завршио писмо закључком да је он сам био више вредан сажаљења него Лондон. Лондон је тешко поднео очево писмо; у наредним месецима, напустио је студије на Берклију и отишао на Клондајк током златне грознице

## Дела
Романи
- Кћи снега (1902)
- Зов дивљине (1903)
- Кемптон-Вејс писма (1903)

(објављено анонимно, написао заједно са Аном Струнски)
- Морски вук (1904)
- Игра (1905)
- Бели очњак (1906)
- Пре Адама (1907)
- Гвоздена пета (1908)
- Мартин Еден (1909)
- Burning Daylight (1910)
- Lost Face (1910)
- Авантура (1911)
- Црвена куга (1912)
- Син Сунца (1912)
- The Abysmal Brute (1913)
- Месечева долина (1913)
- The Mutiny of the Elsinore (1914)
- The Star Rover (1915)

(у Енглеској објављено под насловом Јакна)
- The Little Lady of the Big House (1916)
- Џери са острва (1917)
- Мајкл, Џеријев брат (1917)
- Hearts of Three (1920)
- The Assassination Bureau, Ltd (1963)

(остало полузавршено, довршио Роберт Фиш)
Збирке кратких прича
- Син вука (1900)
- Деца мраза (1902)
- Tales of the Fish Patrol (1906)
- Приче са Јужних мора (1911)
- Smoke Bellew (1912)
- Корњаче са Тасманије (1916)

Не-фикција и есеји
- Људи понора (1903)
- Револуција, и други есеји (1910)
- The Cruise of the Snark (1911)

Кратке приче
- Ко верује у духове! (1895)
- Хиљаду смрти (1899)
- У далекој земљи (1899)
- The Rejuvenation of Major Rathbone (1899)
- Бела тишина (1899)
- The King of Mazy May (1899)
- Северна одисеја (1900)
- Even unto Death (1900)
- The Man With the Gash (1900)
- A Relic of the Pliocene (1901)
- Бог његових предака (1901)
- Закон живота (1901)
- The Minions of Midas (1901)
- Diable—A Dog (1902), renamed Bâtard in 1904
- У шумама севера (1902)
- Keesh, Son of Keesh (1902)
- Moon-Face (1902)
- The Death of Ligoun (1902)
- To Build a Fire (1902, revised 1908)
- The Dominant Primordial Beast (1903)
- The Leopard Man's Story (1903)
- The One Thousand Dozen (1903)
- Сенка и муња (1903)
- Negore the Coward (1904)
- Љубав живота (1905)
- Отпадник (1906)
- A Curious Fragment (1908)
- Aloha Oe (1908)
- Непријатељ целог света (1908)
- A Piece of Steak (1909)
- Збогом, Џек (1909)
- South of the Slot (1909)
- Китајац (1909)
- The Dream of Debs (1909)
- Семе Макоја (1909)
- Голијат (1910)
- Када је свет био млад (1910)
- The Unparalleled Invasion (1910)
- Снага снажног (1911)
- Рат (1911)
- The Scarlet Plague (1912)
- Црвени (1918)[20]
- All Gold Canyon
- By The Turtles of Tasman
- Семјуел
- Лудило Џона Харнеда
- Мексиканац
- The Sundog Trail
- Told in the Drooling Ward
- To the Man on Trail
- Ха! Ха! Ха!
- Паганин
- Савез стараца
- Неочекивано
- Одисеја сјевера

Позоришни комади
- The Acorn Planter: a California Forest Play (1916)

### Џек Лондон онлајн колекција
- „Jack London's death certificate, from County Record's Office, Sonoma Co., Nov. 22, 1916.”. The Jack London Online Collection. 22. 11. 1916. Архивирано из оригинала 27. 4. 2015. г. Приступљено 14. 8. 2014.
- Stasz, Clarice (2001). „Jack [John Griffith] London”. The Jack London Online Collection. Архивирано из оригинала 29. 6. 2012. г. Приступљено 14. 8. 2014.
- „Revolution and Other Essays: The Yellow Peril”. The Jack London Online Collection. Архивирано из оригинала 11. 12. 2012. г. Приступљено 14. 8. 2014.
- „The Unparalleled Invasion”. The Jack London Online Collection. Архивирано из оригинала 29. 5. 2014. г. Приступљено 14. 8. 2014.
- „Jack London's "Credo", Commentary by Clarice Stasz”. The Jack London Online Collection. Архивирано из оригинала 15. 12. 2012. г. Приступљено 14. 8. 2014.
- Roy Tennant and Clarice Stasz. „Jack London's Writings”. The Jack London Online Collection. Приступљено 14. 8. 2014.
- „The Scab”. The Jack London Online Collection. 5. 4. 1903. Приступљено 14. 8. 2014.[мртва веза]
- Jacobs, Rodger (јул 1999). „Running with the Wolves: Jack London, the Cult of Masculinity, and "Might is Right"”. Panik. Архивирано из оригинала 16. 8. 2014. г. Приступљено 14. 8. 2014.
- Williams, James. „Jack London's Works by Date of Composition”. The Jack London Online Collection. Архивирано из оригинала 16. 8. 2014. г. Приступљено 14. 8. 2014.